# Deneb (Schiff, 1994)
Die Deneb ist eines von drei Vermessungs-, Wracksuch- und Forschungsschiffen des Bundesamtes für Seeschifffahrt und Hydrographie (BSH) in Hamburg und Rostock. Reeder des Schiffes ist die Bundesrepublik Deutschland, vertreten durch das Bundesministerium für Verkehr.

## Geschichte
Das Schiff wurde unter der Baunummer 424 auf der Peene-Werft in Wolgast gebaut. Die Kiellegung fand am 27. Juli 1993, der Stapellauf am 6. Mai 1994 statt. An diesem Tag wurde das Schiff auch getauft. Taufpatin war Barbara Knittel, die Frau des damaligen Staatssekretärs im Bundesverkehrsministerium, Dr. Wilhelm Knittel. Die Fertigstellung des Schiffes erfolgte im November 1994, die Indienststellung am 25. November des Jahres.
Bis 2026 ist ein Ersatzbau für die Deneb geplant.
Namensgeber des Schiffes ist der Stern Deneb, der hellste Stern im Sternbild Schwan.

## Technische Daten
Das Schiff wird von einem Siemens-Elektromotor mit 720 kW Leistung angetrieben, der auf einen Festpropeller wirkt. Das Schiff erreicht damit eine Geschwindigkeit von 11 kn. Für die Stromversorgung des Fahrmotors und des elektrischen Bordnetzes stehen zwei Dieselgeneratoren mit jeweils 1.010 kVA Scheinleistung zur Verfügung. Als Hafengenerator ist ein Dieselgenerator mit 500 kVA Scheinleistung, als Notgenerator ein Dieselgenerator mit 18 kVA Scheinleistung verbaut. Die Motoren werden mit synthetischem GtL-Treibstoff betrieben. Der Treibstoff ist schwefelfrei, wodurch bessere Abgaswerte als bei herkömmlichen Dieselkraftstoffen erreicht werden. Während der Liegezeit in Rostock wird das Schiff über einen im Dezember 2018 in Betrieb genommenen Landanschluss mit Strom versorgt. Die Generatoren können so im Hafen abgeschaltet und die Umweltbelastung mit  Abgasen, Lärm und Abwärme verringert werden.
Das Schiff ist mit einem Bugstrahlruder mit einer Leistung von 530 kW ausgestattet. Ferner verfügt es über eine Heckstrahlsteueranlage mit einer Leistung von 48 kW.

## Einsatz
Das Schiff wird überwiegend für Vermessungs- und Wracksucharbeiten sowie für Wartungsarbeiten an den Seegangsmessbojen und BSH-Messnetzstationen in den deutschen Küstengewässern der Nord- und Ostsee eingesetzt. Dafür verfügt das Schiff über entsprechende Geräte wie Vertikal- und Fächerecholote sowie Sonaranlagen.
Das Schiff ist zusätzlich mit zwei flachgehenden Vermessungsbooten ausgerüstet, die ebenfalls komplett mit Echoloten und Datenakquisitionsanlagen ausgerüstet sind, um selbstständig in flachen Gewässern operieren zu können. Weiterhin befindet sich eine komplette Tauchausrüstung an Bord, so dass Taucheinsätze sowohl vom Schiff, als auch von einem Vermessungsboot möglich sind.
An Bord ist Platz für 16 Besatzungsmitglieder sowie sieben Wissenschaftler.
Haupteinsatzgebiet ist die südwestliche Ostsee, der Heimathafen ist Rostock. Bis November 2014 hatte das Schiff rund 250.000 Seemeilen zurückgelegt, bis November 2019 waren es rund 313.000 Seemeilen.

## Weitere Schiffe der Flotte
Weitere Schiffe der BSH-Flotte sind
- Vermessungs-, Wracksuch- und Forschungsschiff Atair
- Vermessungs-, Wracksuch- und Forschungsschiff Wega
- Vermessungsschiff Capella
- Vermessungsschiff Komet